# カネオヘ (ハワイ州)
カネオヘ（英: Kāneʻohe）は、アメリカ合衆国ハワイ州ホノルル郡にある国勢調査指定地域(CDP)である。人口は3万4509人（2020年）。オアフ島のコーラウポコ(Koʻolaupoko)地区に位置する。
ハワイ語の"Kāneʻohe"は「竹の男」を意味している。古代ハワイの伝説では、ある土地の女性がその夫の残酷さを竹の鋭い切り口に喩えたので、この土地の名前になったということである。

## 概要
非法人地域であるが、自治体の並びで見たときに人口ではハワイ州第6位に位置する。カネオヘはカネオヘ湾に沿った幾つかの地域社会の中で最大のものであり、カイルアと並んでオアフ島のウィンドワード海岸に2つある大きな住宅地域社会の1つである。町の商業地区の大半はカメハメハ・ハイウェイに沿って広がっている。
古代からカネオヘは降水量が多かったので農業地帯として重要だった。今日ではほとんど住宅地帯に変わり、農業の痕跡はほとんどない、唯一の少なからぬ商品作物といえばバナナである。
ホーマルヒア植物園や新しいハワイ国立退役兵墓地が見どころである。カネオヘ湾に行くには主にヘエイア・キー近くにある公営桟橋やボートランプからである。ココナッツ島に行くにはリリプナ道路に近い州立桟橋からである（制限あり）。アメリカ海兵隊のハワイ基地がカネオヘの中心部からカネオヘ湾の南端にあり、カネオヘの町はカネオヘ湾道路に沿って基地哨戒線にまで伸びている。1941年12月に大日本帝国海軍の艦載機が同基地を爆撃し、大きな損害を受けた。
パブリックのパリ・ゴルフコース、民間所有だがパブリックのコオラウ・ゴルフクラブおよび同じく民間パブリックのベイビュー・ゴルフパークの3つのゴルフコースがある。
2010年夏にはカネオヘ湾でパイレーツ・オブ・カリビアン/呪われた海賊たちの続編である4作目の撮影が行われている。

## 地理
カネオヘは北緯21度24分33秒 西経157度47分57秒 / 北緯21.40917度 西経157.79917度に位置する。
近くには東にホノルル郡のカイルアがあり、カネオヘ湾道路（州道630号線）かカメハメハ・ハイウェイ（州道83号線）を通っていくことができる。カネオヘ道路は海兵隊基地にも繋がり、カメハメハ・ハイウェイは州間高速道路H3号線とパリ・ハイウェイ（州道61号線）に繋がりホノルル市に至る。ライクライク・ハイウェイ（州道63号線）は南西のコーラウを越えてホノルルに至る。ライクライク・ハイウェイはカヘキリ・ハイウェイでヘエイアに繋がり、州間高速道路H3号線は南のハラワに繋がる。州間高速道路H3号線のウィンドワード海岸側最初の3つの出口はカネオヘのアクセスのためのものである。カメハメハ・ハイウェイを北に行くとヘエイアを通ってヘエイア・キーに至る。
アメリカ合衆国国勢調査局に拠れば、市域全面積は8.5平方マイル (22.0 km2)であり、このうち陸地は6.6平方マイル (17.0 km2)、水域は1.9平方マイル (5.0 km2)、水域率は22.80%である。ただし水域は統計上加えられたカネオヘ湾の一部である。

## 人口動態
以下は2000年の国勢調査による人口統計データである。
| 基礎データ - 人口: 34,970人 - 世帯数: 10,976世帯 - 家族数: 8,682家族 - 人口密度: 2,055.1人/km2（5,320.7人/mi2） - 住居数: 11,472軒 - 住居密度: 674.2/軒/km2（1,745.5軒/mi2） 人種別人口構成 - 白人: 20.49% - アフリカン・アメリカン: 0.81% - ネイティブ・アメリカン: 0.20% - アジア人: 38.48% - 太平洋諸島系: 11.44% - その他の人種: 0.68% - 混血: 27.90% - ヒスパニック・ラテン系: 7.21% 年齢別人口構成 - 18歳未満: 24.6% - 18-24歳: 8.2% - 25-44歳: 29.0% - 45-64歳: 23.4% - 65歳以上: 14.7% - 年齢の中央値: 38歳 - 性比（女性100人あたり男性の人口） - 総人口: 96.1 - 18歳以上: 93.2 | 世帯と家族（対世帯数） - 18歳未満の子供がいる: 32.7% - 結婚・同居している夫婦: 60.4% - 未婚・離婚・死別女性が世帯主: 13.7% - 非家族世帯: 20.9% - 単身世帯: 15.4% - 65歳以上の老人1人暮らし: 6.5% - 平均構成人数 - 世帯: 3.14人 - 家族: 3.48人 収入と家計 - 収入の中央値 - 世帯: 66,006 米ドル - 家族: 57,509米ドル - 性別 - 男性: 40,389 米ドル - 女性: 31,504 米ドル - 人口1人あたり収入: 23,476米ドル - 貧困線以下 - 対人口: 6.1% - 対家族数: 4.4% - 18歳以下: 7.3% - 65歳以上: 4.2% |

## 政府とインフラ
ホノルル警察署がカネオヘに支署を構えている。

## 教育
ハワイ州教育部がカネオヘの公立学校を運営している。
カネオヘには小学校4校、高校1校がある。また7年生から12年生までの公立チャーター・スクールであるHakipuu Learning Centerがある。私立学校としてはコオラウ・バプテスト・アカデミー、セントアンズ、およびウィンドワード・ナザレン・アカデミーの4校がある。
拡張しつつある州立カレッジ・システムの一部であるウィンドワード・コミュニティ・カレッジがカネオヘ中心部の南側にある。ハワイ・パシフィック大学はカメハメハ・ハイウェイのキャッスル・ジャンクションに近いウィンドワード・ハワイ・ロア・キャンパスを運営している。